# Terrell (Texas)
Terrell es una ciudad ubicada en el condado de Kaufman en el estado estadounidense de Texas. En el Censo de 2010 tenía una población de 15816 habitantes y una densidad poblacional de 305,6 personas por km².

## Geografía
Terrell se encuentra ubicada en las coordenadas 32°43′49″N 96°17′13″O / 32.73028, -96.28694. Según la Oficina del Censo de los Estados Unidos, Terrell tiene una superficie total de 51.75 km², de la cual 50.85 km² corresponden a tierra firme y (1.74%) 0.9 km² es agua.

## Demografía
Según el censo de 2010, había 15816 personas residiendo en Terrell. La densidad de población era de 305,6 hab./km². De los 15816 habitantes, Terrell estaba compuesto por el 56.95% blancos, el 27.42% eran afroamericanos, el 0.58% eran amerindios, el 0.52% eran asiáticos, el 0.01% eran isleños del Pacífico, el 11.83% eran de otras razas y el 2.69% pertenecían a dos o más razas. Del total de la población el 25.59% eran hispanos o latinos de cualquier raza.

## Puntos de interés
- Trinity Valley Community College (sede del Campus del Condado de Kaufman)